# Kakuru
Kakuru is een geslacht van theropode dinosauriërs dat tijdens het vroege Krijt leefde in het gebied van het huidige Australië.

## Vondst en naamgeving
In 1973 zag paleontoloog Neville Pledge in de etalage van een fossielenhandel in Adelaide een fossiel bot van een hem onbekend type. Het bleek om een scheenbeen van een dinosauriër te gaan dat enige tijd tevoren was opgegraven in de opaalvelden van Anamooka bij Lake Torrens. Hot bot was geopaliseerd, zodanig gehydrateerd dat het oppervlak een kleurvolle lichtbreking ofwel irisering vertoont, en het dus zelf als het ware in een halfedelsteen veranderd is. Het South Australian Museum waar Neville werkte, kon de vraagprijs niet opbrengen en zo werd de bodemschat na een veiling eigendom van een anonieme koper. Wel stond de eigenaar, een zekere A. Fleming, toe dat foto's en twee afgietsels gemaakt werden. Het fossiel werd reeds als verloren aangegeven in de literatuur, toen de nieuwe eigenaar zich alsnog bekendmaakte. In 2004 kocht het museum het specimen voor $22.000.

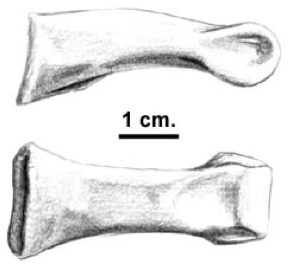
Het teenkootje SAM P18010 door Jaime Headden

De typesoort Kakuru kujani werd in 1980 benoemd en beschreven door Ralph Molnar en Pledge. De geslachtsnaam is die van een Regenboogslang, een voorouderlijke slang, geïdentificeerd met de regenboog, uit de mythologie van de plaatselijke Aboriginals en verwijst zo naar de irisering. De soortaanduiding is de naam van de plaatselijke stam, de Kujani of Guyani.
Het beste afgietsel is het plastoholotype, SAM P17926. Het originele fossiel is gevonden in een mariene afzetting van de Marreeformatie die stamt uit het Aptien. Behalve het scheenbeen waren ook twee kleine stukken van het kuitbeen opgegraven; het geheel is in één partij verkocht. Daarnaast is nog een fossiel aan de soort toegewezen, een teenkootje, SAM P18010. De toewijzing is echter omstreden omdat het niet eens zeker is of dit bot aan een theropode toebehoort of een plantenetende euornithopode.

## Beschrijving

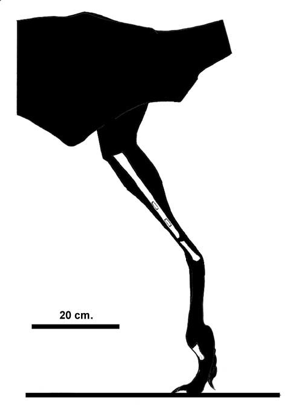
De bewaarde delen

Het scheenbeen is in tien stukken gebroken. Een gedeelte van een halve centimeter van de schacht ontbreekt en ook bovenaan is het been niet helemaal compleet. De geschatte lengte is ongeveer 33 à 34 centimeter wat wijst op een dier van, afhankelijk van de aangenomen lichaamsbouw, anderhalve tot drie meter lang. De bouw is erg graciel met een kleinste schachtbreedte van 18,4 millimeter. Het onderste uiteinde heeft een L-vormige doorsnede in plaats van driehoekig te zijn zoals bij de meeste theropoden. Het sprongbeen is niet meer aan de onderkant bevestigd maar de afdruk van het de voorkant van het scheenbeen overlappende uitsteeksel daarvan is nog wel zichtbaar. Dit blijkt erg hoog te zijn geweest, meer dan vier centimeter, en tamelijk nauw.
Het teenkootje heeft een lengte van 44 millimeter. Het is 10,8 tot 17 millimeter dik en 14,5 tot 23 millimeter breed.

## Fylogenie
Door de beperkte resten is een bepaling van de verwantschap van Kakuru lastig. Molnar en Pledge beperkten zich in de beschrijving tot een algemeen Theropoda maar suggereerden later een mogelijke relatie met onder andere de Ornithomimidae wegens de slanke bouw. Gregory S. Paul zag in 1988 een gelijkenis met Avimimus. De hoge smalle punt van het uitsteeksel van het sprongbeen komt overeen met die van zulke Maniraptoriformes. De meeste onderzoekers denken daarom dat Kakuru althans tot de algemenere Coelurosauria behoort of toch zeker tot de nog ruimere Avetheropoda. Oliver Rauhut wees er echter in 2005 op dat ook de Abelisauroidea dergelijke hoge uitsteeksels hebben — zij het wat smaller — en dat de voorste richel van het scheenbeen net als bij die groep heel laag doorloopt. Kakuru zou dus ook tot een heel andere tak van de Theropoda kunnen behoren, de Neoceratosauria, een groep waarvan men eerder een vertegenwoordiger in Australië zou verwachten dan een lid van de Maniraptora.